# Triexifenidil

Trihexyphenidyl - (RS)-1-cyclohexyl-1-phenyl-3-(1-piperidyl)propan-1-ol

Triexifenidil, comercializado como Artane, é um anticolinérgico indicado como adjuvante no tratamento de todas as formas de parkinsonismo. Segundo informações do fabricante Apsen e bula elaborada pelo MedicinaNet e outros, o Artane (cloridrato de triexifenidil) exerce um efeito inibitório direto sobre o Sistema Nervoso Parassimpático. Também possui efeito relaxante na musculatura lisa, exercido tanto diretamente, sobre o próprio tecido muscular, como indiretamente, através de um efeito inibitório sobre o Sistema Parassimpático. Suas propriedades terapêuticas são similares às da atropina, embora os efeitos colaterais indesejáveis sejam, geralmente, menos frequentes e graves do que com esta substância.
O uso de anticolinérgicos como substancia psicoativa (de modificação da psique) em geral, tanto de origem vegetal como os sintetizados em laboratório, atuam principalmente produzindo delírios e alucinações que  dependem da personalidade do indivíduo e de sua condição, distinguindo-se porém das substancias classificadas impropriamente como alucinógenos por sua capacidade induzir perda da consciência e amnésia temporária por ação no sistema nervoso central. Observe-se que as bulas do medicamento (op cit.) referem-se a manifestações psiquiátricas tipo delirium, alucinações e paranóia, com a ressalva, que todas elas podem ocorrer com qualquer medicamento semelhante à atropina, foram raramente relatados com Artane (cloridrato de triexifenidil) mas considera que efeitos colaterais potenciais associados ao uso de qualquer medicamento semelhante à atropina incluem também as disfunções cognitivas, confusão e prejuízo da memória.

## Estereoquímica
Triexifenidil contém um estereocentro e consiste em dois enantiómeros. Este é um racemato, ou seja, uma mistura 1:1 dos isômeros (R)- e (S)-:
| Enantiômeros de trihexifenidil | Enantiômeros de trihexifenidil |
| ------------------------------ | ------------------------------ |
| CAS-Nummer: 40520-25-0         | CAS-Nummer: 40520-24-9         |